# Communauté de communes du Frontonnais
Die Communauté de communes du Frontonnais ist ein französischer Gemeindeverband mit der Rechtsform einer Communauté de communes im Département Haute-Garonne in der Region Okzitanien. Sie wurde am 27. November 2012 gegründet und umfasst zehn Gemeinden. Der Verwaltungssitz befindet sich in der Gemeinde Bouloc.

## Mitgliedsgemeinden
| Gemeinde                              | Einwohner 1. Januar 2022 | Fläche km² | Dichte Einw./km² | Code INSEE | Postleitzahl |
| ------------------------------------- | ------------------------ | ---------- | ---------------- | ---------- | ------------ |
| Bouloc                                | 4.655                    | 18,55      | 251              | 31079      | 31620        |
| Castelnau-d’Estrétefonds              | 6.915                    | 28,32      | 244              | 31118      | 31620        |
| Cépet                                 | 2.325                    | 7,11       | 327              | 31136      | 31620        |
| Fronton                               | 6.664                    | 45,79      | 146              | 31202      | 31620        |
| Gargas                                | 758                      | 7,28       | 104              | 31211      | 31620        |
| Saint-Rustice                         | 429                      | 2,36       | 182              | 31515      | 31620        |
| Saint-Sauveur                         | 2.235                    | 7,04       | 317              | 31516      | 31790        |
| Vacquiers                             | 1.440                    | 19,61      | 73               | 31563      | 31340        |
| Villaudric                            | 1.649                    | 12,16      | 136              | 31581      | 31620        |
| Villeneuve-lès-Bouloc                 | 1.687                    | 12,66      | 133              | 31587      | 31620        |
| Communauté de communes du Frontonnais | 28.757                   | 160,88     | 179              | –          | –            |